# Podotremata
Podotremata is een sectie van kreeftachtigen uit de klasse van de Malacostraca (hogere kreeftachtigen).

## Superfamilies
- Cyclodorippoidea Ortmann, 1892
- Dromioidea De Haan, 1833
- Homolodromioidea Alcock, 1899
- Homoloidea De Haan, 1839
- Raninoidea De Haan, 1839